# M13/40
L'M13/40 è stato un carro armato medio italiano in servizio durante la seconda guerra mondiale, il maggiormente prodotto ed utilizzato dal Regio Esercito assieme alle versioni successive M14/41 e M15/42. L'M13/40 è stato anche il primo blindato italiano a rappresentare una reale minaccia contro i carri avversari, operando soprattutto contro i britannici sul fronte dell'Africa settentrionale.

## Sviluppo e storia
Il carro venne progettato dalla Fiat-Ansaldo nel 1937. Del 1938 data il primo prototipo, basato sul carro M11/39. Dopo la fine del secondo conflitto mondiale, almeno un esemplare venne usato dal 1º Reparto Celere della Polizia di Stato con la tipica colorazione rosa-rossatro.

## Caratteristiche tecniche
Motore

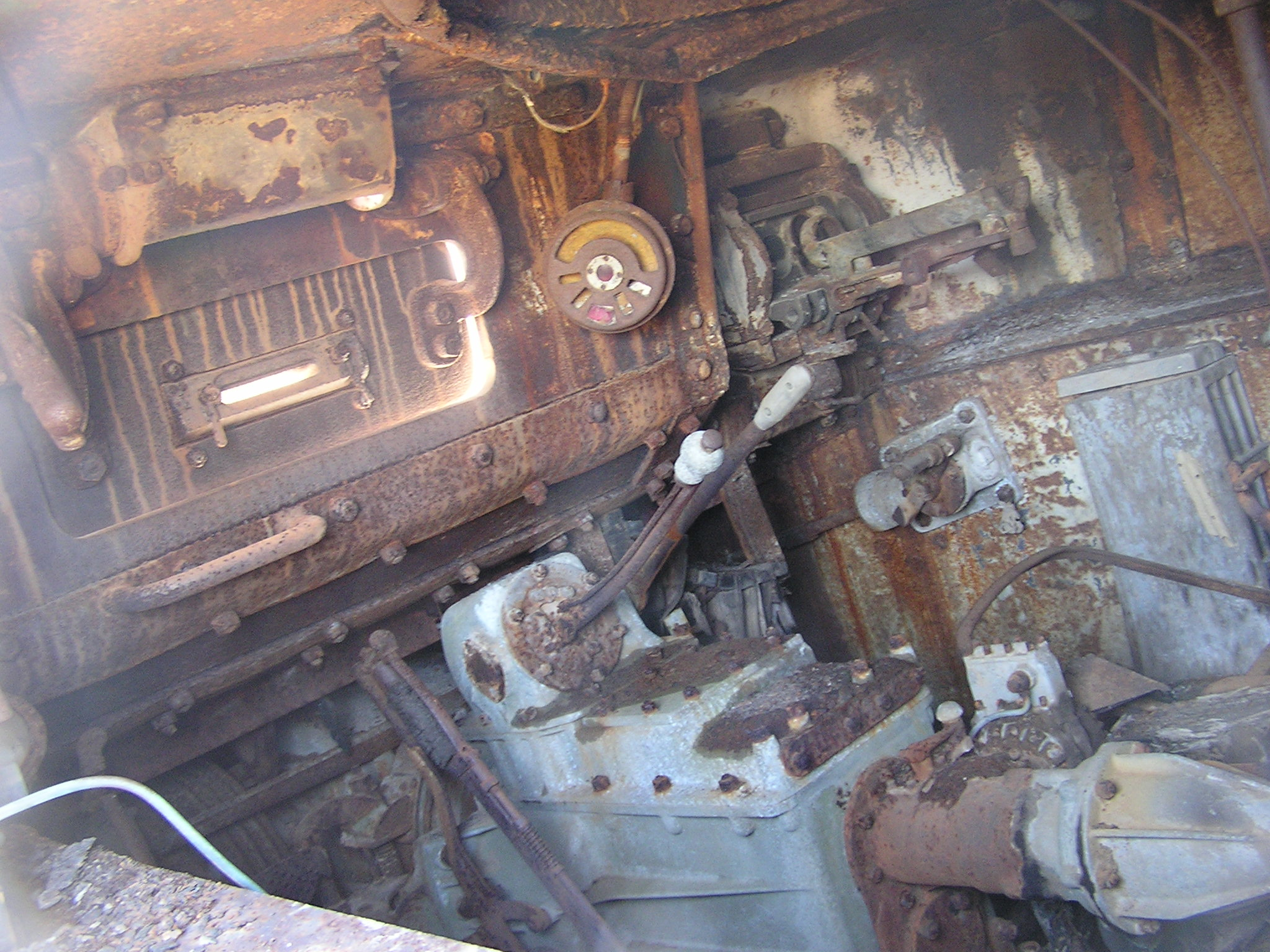
Interni dell'esemplare esposto allo United States Army Ordnance Museum

Il carro armato medio M13/40 era azionato da un motore Diesel SPA 8T raffreddato a liquido e con 8 cilindri a V, con una potenza di 125 hp a 1 800 giri al minuto. Il cambio di velocità associato contava 4 marce avanti e una retromarcia normale; inoltre, grazie al riduttore incorporato, erano disponibili altre 4 marce più una retromarcia addizionale. Il propulsore scelto fu uno dei maggiori handicap del carro: scarsamente potente ed anche non troppo affidabile. Durante il primo periodo di utilizzo in Africa, inoltre, la deprecabile mancanza di filtri per la sabbia rappresentò una grave limitazione all'impiego.
La capacità del serbatoio era di circa 145 litri più 35 litri di riserva per un'autonomia di circa 210 km o circa 10 ore in fuori strada. Il carro poteva raggiungere una velocità massima di 30 km/h (32 per l'M14) su strada, di circa 15 km/h su terreno vario. Con un raggio di volta di circa 4,50 metri, poteva superare trincee di 2 metri, guadi di 1 metro e gradini di 0,80 m. Il carro era dotato anche di arresto indietreggio.
Treno di rotolamento
Il motore azionava le ruote motrici anteriori, munite di anelli dentati che si agganciavano ai cingoli facendoli muovere: questi erano formati da 84 maglie a guida centrale. Le ruote di rinvio erano posteriori e folli. La parte inferiore del cingolo poggiava al suolo con una struttura atta a rendere il movimento del carro particolarmente agevole su terreno sconnesso. Durante dei test effettuati dal Regio Esercito, la cingolatura dell'M13 risultò migliore di quella adottata dallo sperimentale Škoda T21 o dal Panzer IV tedesco, almeno in terreno fortemente accidentato. Nei fatti ciò non si verificò, lasciando il sospetto sulla correttezza di simili collaudi: la velocità fuori strada era già piuttosto modesta e diminuiva ancora nelle normali condizioni di combattimento in Africa, dove il carro era appesantito da filtri, serbatoi ausiliari per acqua e nafta, corazzatura aggiuntive ed altri componenti non di progettazione. Inoltre il treno di rotolamento non era stato studiato per permettere l'assorbimento di potenze motrici superiori, così quando il motore aumentò di potenza con la versione M15/42 spesso i cingoli uscivano dal posto quando la marcia avveniva a massima velocità sullo sterrato.
Tutto il sistema cingoli-ruote e sospensioni era la copia migliorata della meccanica adottata dal carro inglese Vickers 6-Ton, acquistato dall'Italia nei primi anni trenta. La sospensione appoggiava su 2 carrelli per lato, indipendenti e con la possibilità di oscillare attorno al proprio perno. Il sistema era costituito da un bilanciere centrale con boccole in bronzo nelle quali erano posizionati due bracci piegati ad arco; dai bracci oscillavano due bilancieri dotati di due rulli gommati mentre al centro si trovava la sospensione a balestra.
Armamento
Il carro montava un cannone Mod. 1935 da 47 mm L/32. Due mitragliatrici Breda Mod. 38 erano poste nella parte anteriore destra.

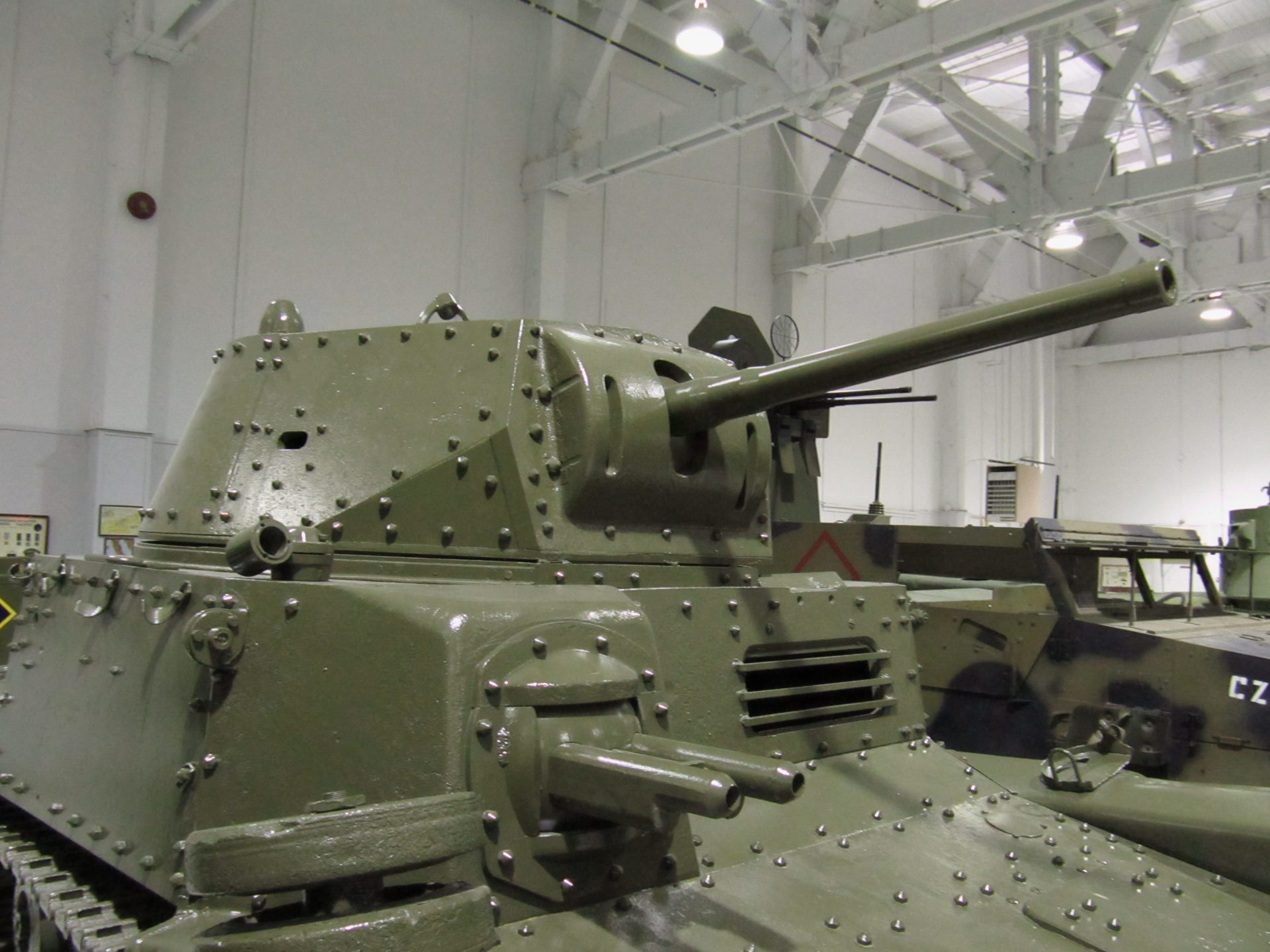
Primo piano della parte anteriore di un M13/40. Questo carro in particolare è esposto al Museo militare di Base Borden

Il pezzo italiano si dimostrò efficiente contro le prime versioni dei carri da crociera britannici Cruiser (A9, A10, A13) grazie alle scarse blindature di questi mezzi. Ben diverse furono le prestazioni contro i Matilda Mk II, carri da fanteria dotati di una protezione frontale che li rendeva praticamente invulnerabili al pezzo da 47 italiano. Per poter aver ragione di questi mezzi i cannoni da 47 dovevano colpire zone poco protette come i cingoli. Con l'arrivo dei carri da crociera Crusader, ben più protetti dei precedenti carri da crociera inglesi i carristi italiani furono costretti ad ingaggiare il nemico da distanze nell'ordine di poche centinaia di metri.
Le cose peggiorarono ulteriormente con l'arrivo sul fronte africano dei carri di produzione americana, in particolare i Grant  e Sherman, dotati di pezzi da 75 in grado di distruggere i carri M da distanze tali che il pezzo da 47 non poteva danneggiarli seriamente.
Corazzatura

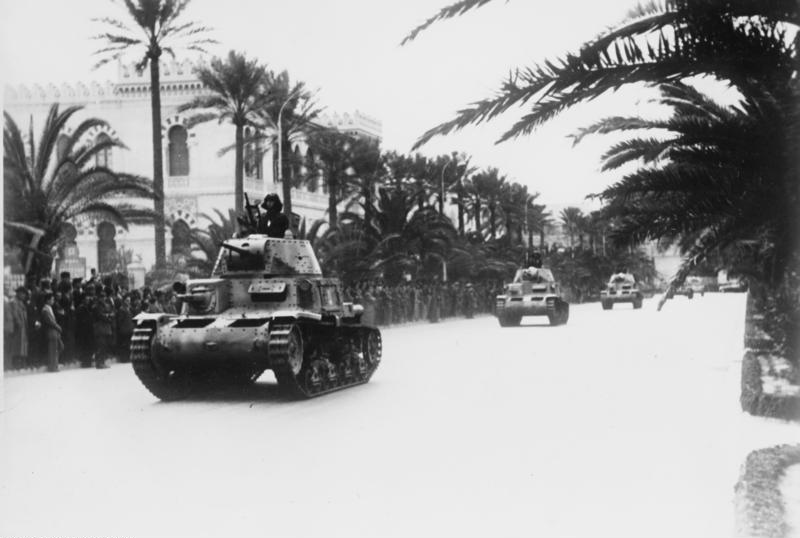
Sfilata di truppe corazzate italiane su M13/40 a Tripoli, 1941

La durezza superficiale delle corazzature (espressa mediante la scala di Brinell) era compreso tra i 210 e i 245HB e poteva salire al massimo a 280HB nella piastra frontale ricurva dello scafo. A titolo di esempio, i carri tedeschi contemporanei avevano un valore doppio.
Le corazzature erano inoltre connesse mediante chiodatura e non saldate, come nei carri armati esteri. La proposta di adottare la saldatura nei carri M avrebbe ridotto il peso a parità di risultato, ma rimase allo stadio di mera proposta. Inoltre le corazze spesso erano fragili (ossia con bassa resilienza) e tendevano a spaccarsi in caso di impatto con un proietto, anche se non c'era penetrazione. Questo a causa della scadente qualità degli acciai (in termini di elementi leganti e trattamenti termici, come sopra accennato). Poteva verificarsi il caso di acciaio inquinati dallo zolfo, elemento che pregiudica la resilienza degli acciai. Lo spessore massimo delle protezioni era scadente. Nell'M13 arrivava a 42 mm nella parte frontale della torretta e quello minimo a 14 mm nella parte inferiore dello scafo. Sui fianchi la blindatura era di 25 mm, ma l'enorme portello di accesso laterale sinistro era un punto particolarmente debole con soli 8 mm di corazzatura.

L'equipaggio di un M13/40 Centro Radio posa davanti al mezzo. Notare a destra della torretta le due antenne

Impianto radio

## Versioni specializzate

Colonna di M40 Carro Comando Semoventi, 1942

- M13/40 Centro Radio: oltre alla radio standard Magneti Marelli RF1 CA standard, questa versione era dotata di una RF2 CA. Le antenne erano montate sul lato sinistro dello scafo e, tramite una manopola, era possibile abbatterle dall'interno della camera di combattimento per permettere la rotazione completa della torretta. Ogni reparto comando di battaglione era equipaggiato con due M13/40 CR.
- Carro Comando Semoventi M40: era una variante ottenuta eliminando la torretta e chiudendo l'anello di rotolamento con una piastra, inizialmente dotata di due piccoli portelli e in seguito modificata con un portello unico in quattro sezioni. L'armamento era ridotto alle due Breda Mod. 38 in casamatta e alla mitragliatrice per il tiro contraereo. La dotazione era completata dalle due radio RF1 CA e RF2 CA. Questo carro comando, come gli analoghi M41 ed M42 ottenuti rispettivamente su scafo M14/41 e M15/42, erano assegnati ai Gruppi semoventi in ragione di due per il reparto comando, uno ciascuno per le due batterie semoventi ed uno di riserva.[2].

## Produzione e mezzi derivati
- M13/40: prodotto in 710 esemplari.
- M14/41: prodotto in 695 esemplari e con motore Fiat SPA 15T V-8 diesel da 145 hp. Visivamente le differenze tra le due versioni consistevano solamente nella forma della griglia del radiatore e nei copricingoli.
- M15/42: prodotto in 174 unità, era un miglioramento generale sotto ogni aspetto, ma ancora inferiore dell'originale rispetto ai carri che avrebbe dovuto affrontare. Il numero di esemplari prodotti non è chiaro, perché altre fonti riportano tra i 112 e i 248 carri costruiti: di questi, solo 82 sarebbero stati consegnati al Regio Esercito, mentre gli altri furono utilizzati dai tedeschi e dall'esercito regolare della Repubblica Sociale Italiana.
- Carri comando M.40, M.41 e M.42: prodotti complessivamente in 139 esemplari, servivano per dirigere il fuoco dei semoventi d'artiglieria.
- Semovente M.40, M.41, M.42 75/18: prodotto in 364 esemplari.
- M.41 da 90/53: prodotto in soli 30 esemplari.
- 75/34 M.42: prodotto in 120 esemplari, fu usato soprattutto dai tedeschi.
- Ansaldo 105/25 M.43: prodotto in 108 esemplari, venne impiegato soprattutto dai tedeschi.
- Ansaldo 75/34 M.43 prodotto in 29 esemplari, fu adoperato esclusivamente dai tedeschi.
- Ansaldo M43 da 75/46: prodotto in appena 11 esemplari, fu utilizzato esclusivamente dai tedeschi e forse dagli italiani durante la mancata difesa di Roma.

## Utilizzo operativo

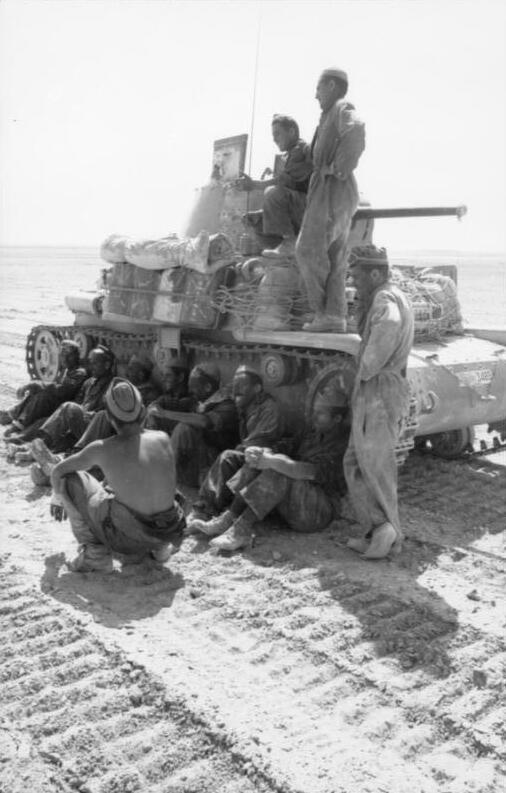
Soldati italiani presso un carro M13/40 in Nordafrica

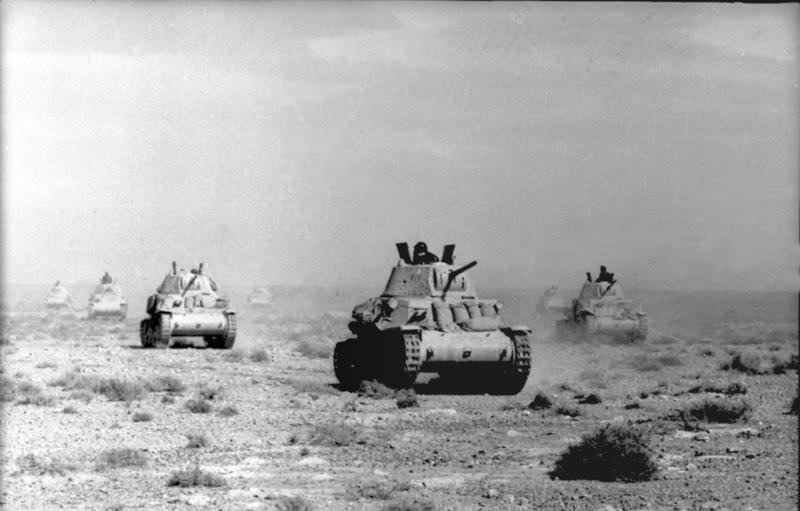
Una formazione di M13/40 in avanzata nel deserto libico durante la controffensiva dell'Asse, lanciata nella primavera 1941

### Balcani
Nei Balcani, i carri M13/40 ebbero un ruolo durante la Campagna di Grecia, durante la quale, tuttavia, il loro utilizzo non fu incisivo (venivano spesso mandati all'attacco attraverso impervi passi di montagna, dove costituivano un facile bersaglio per le artiglierie greche ed erano preda del terreno difficile), e in quella di Jugoslavia, dove poterono essere sfruttati più efficacemente dalle divisioni corazzate Littorio e Centauro nell'avanzata della prima da nord e della seconda da sud (in quest'ultimo caso i carri M furono impiegati nei violenti scontri sul Prini That e sul Prini Banush, sfondando poi le linee nemiche a Kopliku), manovra conclusasi con l'incontro delle due divisioni a Ragusa.

### Nordafrica
Nello scontro svoltosi presso El Mechili il 24 e 25 gennaio 1941, le unità italiane mostrarono combattività e una certa efficienza; i nuovi carri medi furono discretamente efficaci contro i mezzi britannici e lo scontro terminò con un sostanziale successo difensivo delle forze italiane. Le statistiche delle perdite divergono ampiamente, e mentre nelle fonti italiane si registrano almeno venticinque carri inglesi distrutti, le fonti britanniche rivendicano invece otto veicoli italiani a fronte di un carro incrociatore e sei carri leggeri perduti.
È comunque certo che dopo la battaglia di Mechili le forze corazzate inglesi interruppero i tentativi di superare lo sbarramento italiano e invece manovrarono (con l'aiuto della 7ª Brigata corazzata) per aggirare e accerchiare la Brigata Corazzata Speciale del generale Babini. La manovra non riuscì perfettamente e le forze corazzate italiane poterono sfuggire ritirandosi verso nord-ovest in direzione del Gebel el-Achdar, tuttavia l'abbandono della posizione di Mechili sguarnì le retrovie delle truppe italiane in ritirata da Derna, e permise alle veloci unità motorizzate inglesi della Combe Force di lanciarsi in profondità nel deserto in direzione del Golfo della Sirte.
Successivamente, questo tipo di carri fu impiegato anche negli scontri che seguirono l'arrivo del Feldmaresciallo Erwin Rommel in Nordafrica, risultando protagonisti in particolare nella Prima Battaglia di Bir-El-Gobi contro i carri Crusader britannici e nella Battaglia di Ain-El-Gazala, nello specifico nello scontro di Knightsbridge, dove si batterono contro gli M3 Grant ed M3 Stuart sempre britannici.

## Esemplari superstiti
Sono attualmente conservati due esemplari dell'M13/40 in Nord America, nessuno dei due in condizioni di marcia.
- M13/40 - U.S. Army Center for Military History Storage Facility (Anniston - Alabama)
- M13/40 - Canadian Forces Base Borden, Ontario. Questo mezzo manca del portello ribaltabile alla postazione del pilota, rimpiazzato da alcune barre metalliche saldate